# Hannu Luomajoki
Hannu Luomajoki (geb. 1964 in Rovaniemi, Finnland) ist Professor für Physiotherapie, Doktor der Philosophie und ausserordentlicher Professor an der Universität Jyväskylä. Er ist Professor für muskuloskelettale Physiotherapie an der Zürcher Hochschule für Angewandte Wissenschaften (ZHAW).

## Karriere
Nach seinem Abschluss als Physiotherapeut im Jahr 1986 zog Luomajoki ins Ausland. In Australien hat er die Verbindung zwischen Gehirn und Schmerz untersucht. Er schloss 1999 an der University of South Australia in Adelaide mit einem Master of Physiotherapy ab.
Im Jahr 2010 promovierte Luomajoki an der Universität von Ostfinnland in Sportmedizin. Die englischsprachige Dissertation trug den Titel Movement control impairment as a sub-group of non-specific low back pain: evaluation of movement control test battery as a practical tool in the diagnosis of movement control impairment and treatment of this dysfunction. Sie befasste sich mit unspezifischen Kreuzschmerzen und der Identifizierung von Störungen der Bewegungskontrolle, die Kreuzschmerzen verursachen. Im Rahmen der Dissertation, die aus fünf Teilstudien bestand, hat er eine Testbatterie zur Messung von Störungen der Bewegungskontrolle entwickelt.
Luomajoki lebt derzeit in Schaffhausen, Schweiz. Seit 2011 ist er als Professor für Physiotherapie am Departement Physiotherapie der Zürcher Hochschule für Angewandte Wissenschaften (ZHAW) tätig. Luomajoki hat in Finnland und im deutschsprachigen Raum Kurse zu Themen wie dem Zusammenhang zwischen Gehirn und Schmerz gegeben.

### Auszeichnungen
- 2008: Forschungspreis des schweizerischen Physiotherapie-Verbandes
- 2014: Wurde Luomajoki von den finnischen Physiotherapeuten zum Physiotherapeuten des Jahres gewählt[8]
- 2017: Auszeichnung der Schweizerischen Gesellschaft für Orthopädische Chirurgie zur negativsten Person des Jahres. Luomajoki hatte mehrere Artikel über die Sinnlosigkeit von Operationen geschrieben, wenn diese durch ein Problem des Bewegungsapparats verursacht wurden.[9]
- 2018: Forschungspreis Reha Rheinfelden
- 2018: Das goldene Abzeichen des finnischen Physiotherapie-Verbandes erhalten

## Publikationen

### Bücher
- Hannu Luomajoki: Movement control impairment as a sub-group of non-specific low back pain (Dissertation). Itä-Suomen yliopisto, 2010, ISBN 978-952-61-0192-7.[10]
- Hannu Luomajoki: Liikkeen ja liikekontrollin häiriöt. VK-Kustannus Oy, 2018, ISBN 978-951-9147-77-2.
- Hannu Luomajoki, Fabian Pfeiffer: Fallbuch Physiotherapie: Muskuloskelettales System. Urban & Fischer, 2018, ISBN 978-3-437-29787-8.
- Hannu Luomajoki, Petteri Koho, Tapio Ojala, Riikka Holopainen, Tiina Röning, Sami Tarnanen, Jani Takatalo, Jukka Pekka Kouri, Kristian Ekström, Jani Mikkonen: Ammattilaisen kipukirja. VK-Kustannus Oy, 2020, ISBN 978-951-9147-81-9.
- Hannu Luomajoki, Anna Sievinen: Taltuta kipu, Istuvan ihmisen käsikirja. WSOY, 2021.[11]
- Hannu Luomajoki: Bewegungsdysfunktion und Bewegungskontrolle. Thieme, 2022, ISBN 978-3-13-243000-6.
- Hannu Luomajoki: Rückenschmerzen endlich im Griff. Trias (bei MVS Medizinverlage Stuttgart), 2023, ISBN 978-3-432-11703-4 oder ISBN 978-3-432-11704-1.
- Hannu Luomajoki: Muskeln, Sehnen, Gelenke – Schmerzfrei durch gezielte Bewegungen. Trias/Thieme Verlag, 2022, ISBN 978-3-432-11647-1
- Hannu Luomajoki und Fabian Pfeifer: Schmerzbuch Physiotherapie. Elsevier Verlag, 2023, ISBN 978-3-437-45252-9[12]

### Buchbeiträge
- Ulrich W. Böhni, Markus Lauper, Hermann-Alexander Locher: Manuelle Medizin. 1, Thieme, 2015.
- Johannes Bessler, Claus Beyerlein, Trisha Davies-Knorr, Sebastian Klien, Jan Herman van Minnen, Arne Vielitz, Fiona Morrison, Jochen Schomacher: Manuelle Therapie Expertenwissen. Expertenwissen. Thieme, 2017.
- Martin Verra, Peter Oesch: Muskuloskelettale Physiotherapie. Thieme, 2020.